# Rumex simpliciflorus
Rumex simpliciflorus (щавель простоцвітий) — вид рослин з родини Гречкові (Polygonaceae), поширений на острові Мадейра і на півночі Африки. Етимологія: лат. simplex — «простий», i — сполучна голосна, florus — «квітнути».

## Поширення
Вид поширений на острові Мадейра (ендемічний підвид Rumex simpliciflorus subsp. maderensis (Murb.) Sam.) і на півночі Африки: Алжир, Кабо-Верде, Чад, Єгипет, Лівія, Мавританія, Марокко, Судан, Туніс, Західна Сахара (підвид Rumex simpliciflorus subsp. simpliciflorus).